# Pseudoplanodes mindoroensis
Pseudoplanodes mindoroensis är en skalbaggsart som beskrevs av Stefan von Breuning 1945. Pseudoplanodes mindoroensis ingår i släktet Pseudoplanodes och familjen långhorningar.
Artens utbredningsområde är Filippinerna. Inga underarter finns listade i Catalogue of Life.